# Gaetano Bettoni
Gaetano Bettoni (Boffalora, 6 dicembre 1814 – Brescia, 16 maggio 1892) è stato un politico e magistrato italiano, senatore del Regno d'Italia nella XVII legislatura.